# John Lynch

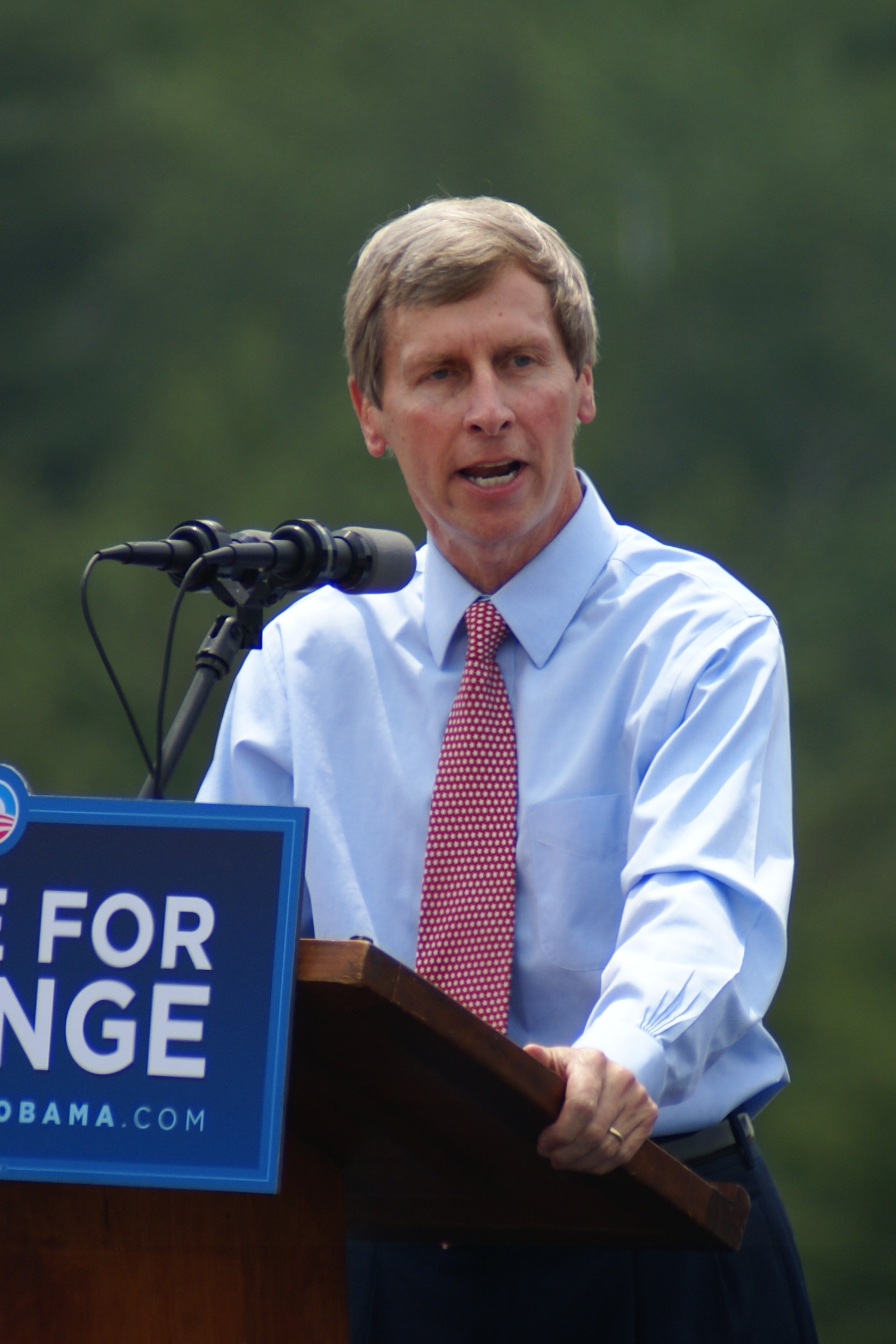
John Lynch

John H. Lynch, född 25 november 1952 i Waltham, Massachusetts, är en amerikansk demokratisk politiker. Han var guvernör i New Hampshire 2005–2013.
Han är katolik av irländsk härkomst.
Han avlade grundexamen vid University of New Hampshire, MBA vid Harvard Business School och juristexamen vid Georgetown University Law Center.
Lynch var i affärslivet innan han blev politiker, bl.a. verkställande direktör för Knoll, Inc. och för konsultföretaget The Lynch Group.
Lynch och hans fru Susan har tre barn: Jacqueline, Julia och Hayden.